# Панайот Хитов (Тутракан)
„Панайот Хитов“ е футболен отбор от гр. Тутракан, България.
Основан е през 1927 г. под името „Вихър“. Участва в Републиканското първенство през 1945 г., но отпада в първия кръг от „Орловец“ (Габрово) като гост с 0:2. През 1951 г. е преименуван на „Панайот Хитов“. В турнира за купата на страната през 1959/60 г. достига до 1/16-финал, където отпада от „Спартак“ (Пловдив) като гост с 1:3. 
Отборът съществува до 1945 г.
През 1979 г. е създаден втори футболен клуб с името „Трансмариска“ към ДФС „Дунав“ - Тутракан, който просъществува да 1989 г. заедно с първия клуб в града – „Дунав“.
От 1999 до 2006 г. отборът се казва „Трансмариска“. През лятото на 2006 г. е върнато старото име на отбора „Панайот Хитов“.
Старши треньор е бившият футболист Ивелин Спасов. Отборът играе домакинските си мачове на градския стадион „Тутракан“ с капацитет 4500 зрители.

## Успехи
- 14. място (осминафиналист) в Републиканското първенство през 1945 г.
- Шестнайсетинафиналист за купата на страната през 1959/60 г.

## Известни футболисти
- Ивелин Спасов
- Кирил Стоянов
- Георги Илиев Христов-Оли
- Никола Георгиев-Батозата
- Стоян Парашкевов-Свирчо
- Васил Змеев
- Людмил Спасов
- Йордан Димитров-Кучето
- Слави Аспарухов - треньор